# قلعه هاپسالو

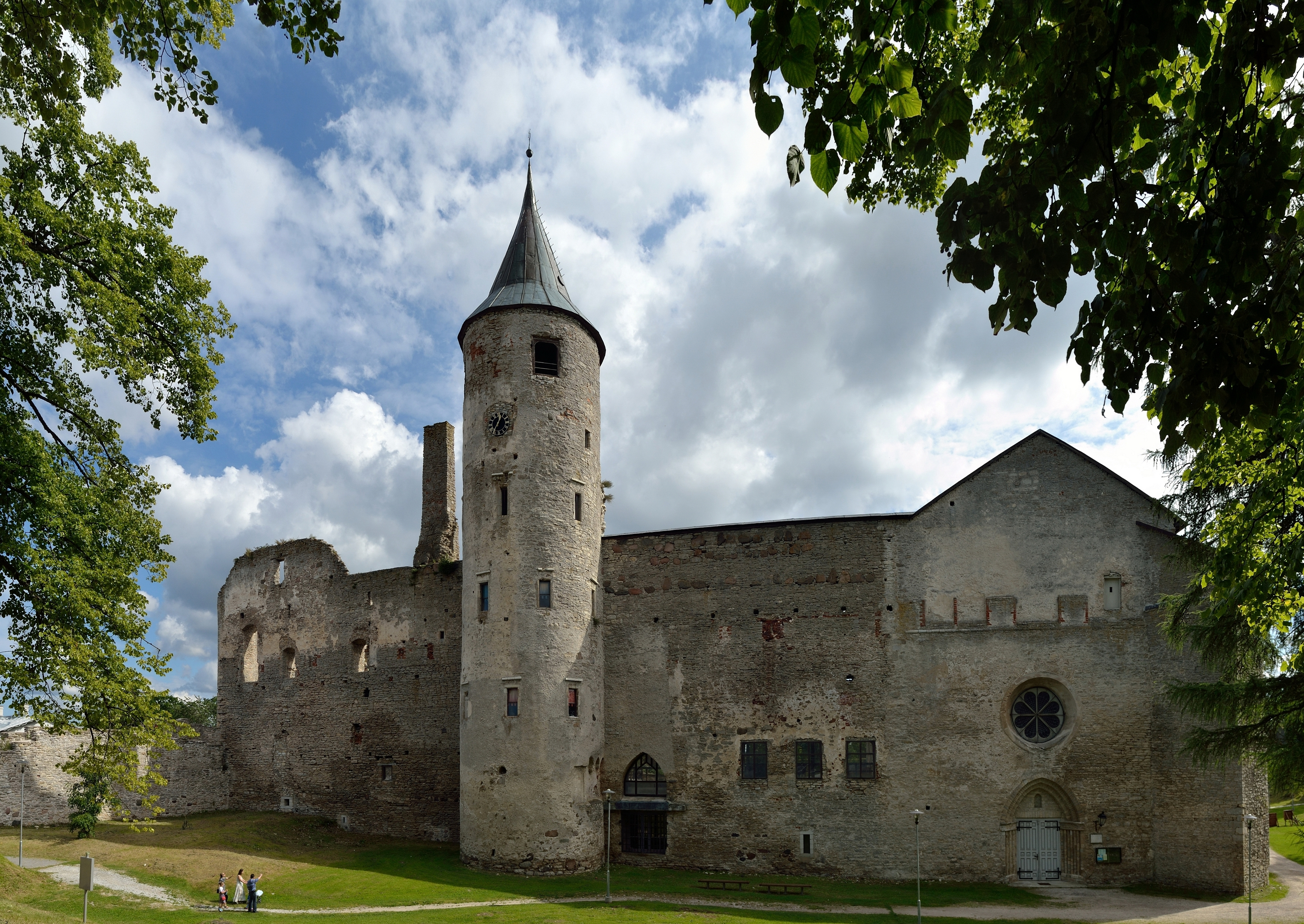
قلعه هاپسالو

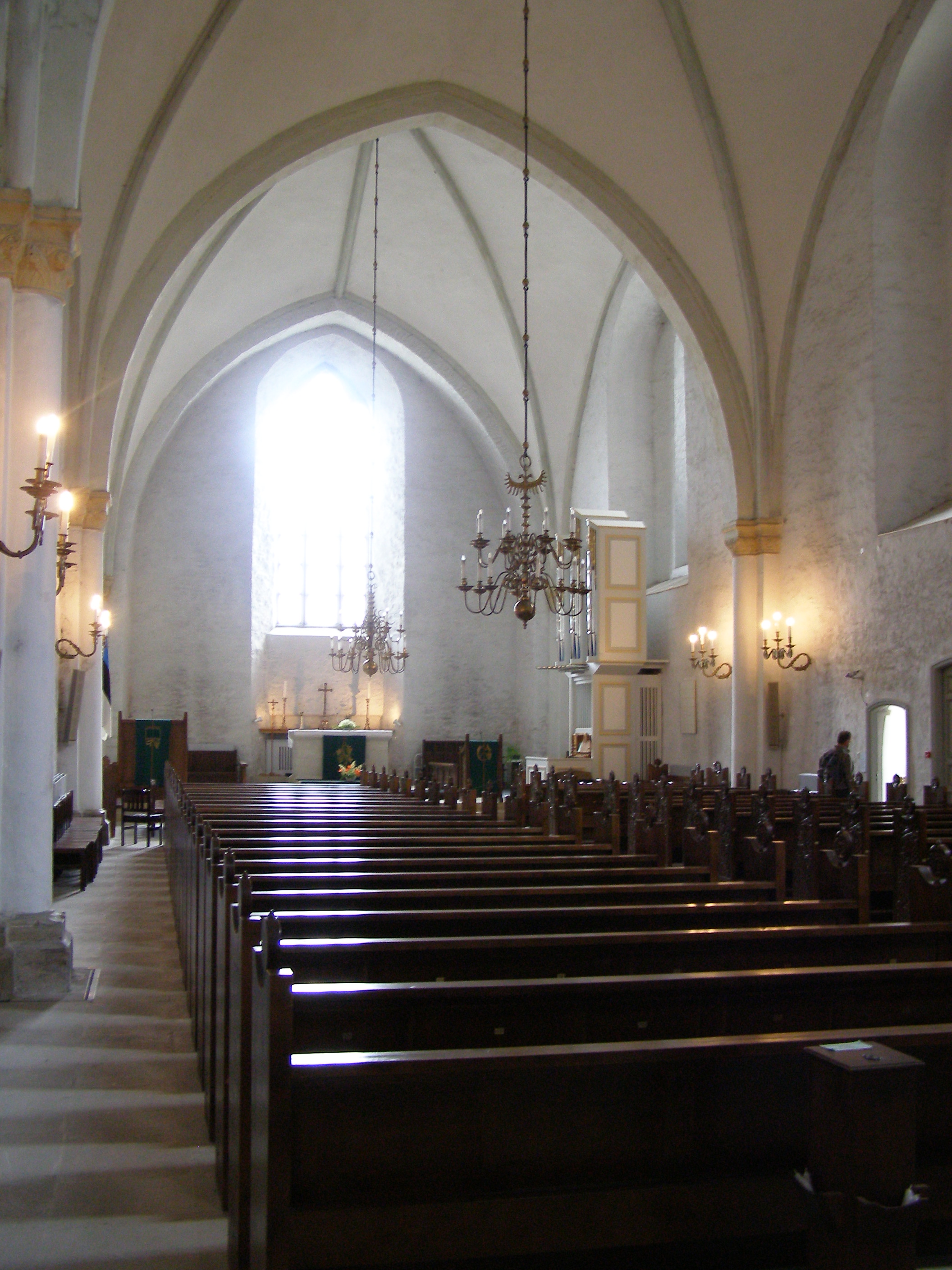
داخل کلیسا

قلعه هاپسالو (به استونیایی: Haapsalu piiskopilinnus) قلعه و کلیسایی در شهر هاپسالو، استونی است.
این قلعه در قرن ۱۳ میلادی توسط اسقف‌نشینان اوسل-ویک با مساحت کلی ۳۰٬۰۰۰ مترمربع و ضخامت دیوار ۱٫۲ تا ۱٫۸ متر ساخته شده است.